# زبان چلیسو
زبان چلیسو یک زبان هندوآریایی است که توسط هزار نفر در شرق ناحیهٔ کوهستان پاکستان بدان صحبت می‌شود.